# Islam in de Malediven

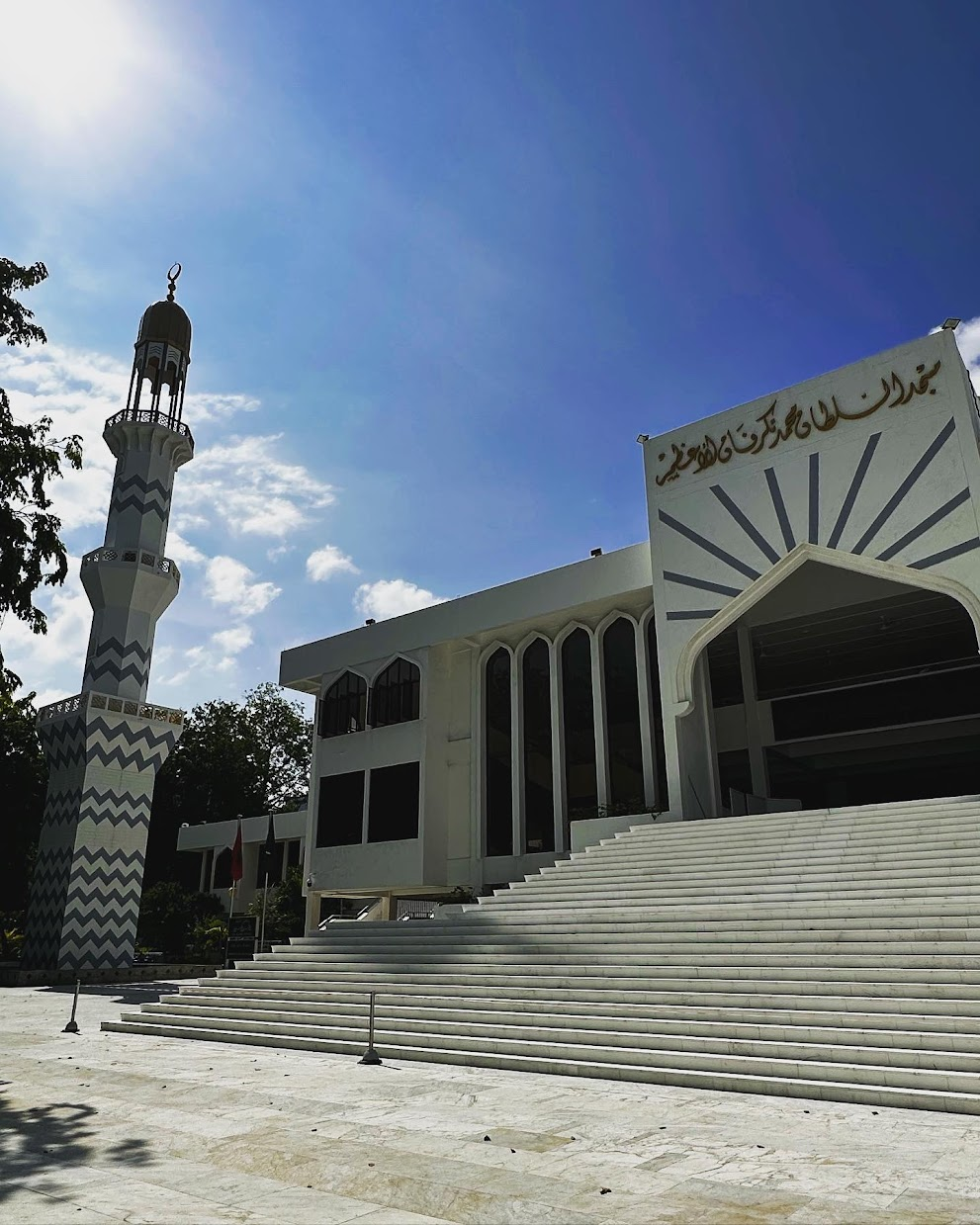
Voorzijde van een moskee in de hoofdstad Malé.

De islam is de staatsgodsdienst van de Malediven. De grondwet van 2008 verklaart het belang van de islamitische wet in het land. De grondwet vereist dat de burgerschapsstatus gebaseerd is op het aanhangen van de staatsgodsdienst, wat de burgers van het land wettelijk 100% moslim maakt. De meeste moslims zijn soennieten die de shafiietische rechtsschool volgen.
De oorsprong van de islam in de Malediven gaat terug tot in 1154 toen de toenmalige boeddhistische koning zich tot de islam bekeerde en het Sultanaat van de Maldivische Eilanden oprichtte.